# Pujałka-Orłowo
Pujałka-Orłowo (ros. Пуялка-Орлово) – wieś (dieriewnia) w Rosji, w Mari El, w rejonie orszańskim. W 2010 liczyła 163 mieszkańców.